# Верховная контрольная палата Польши

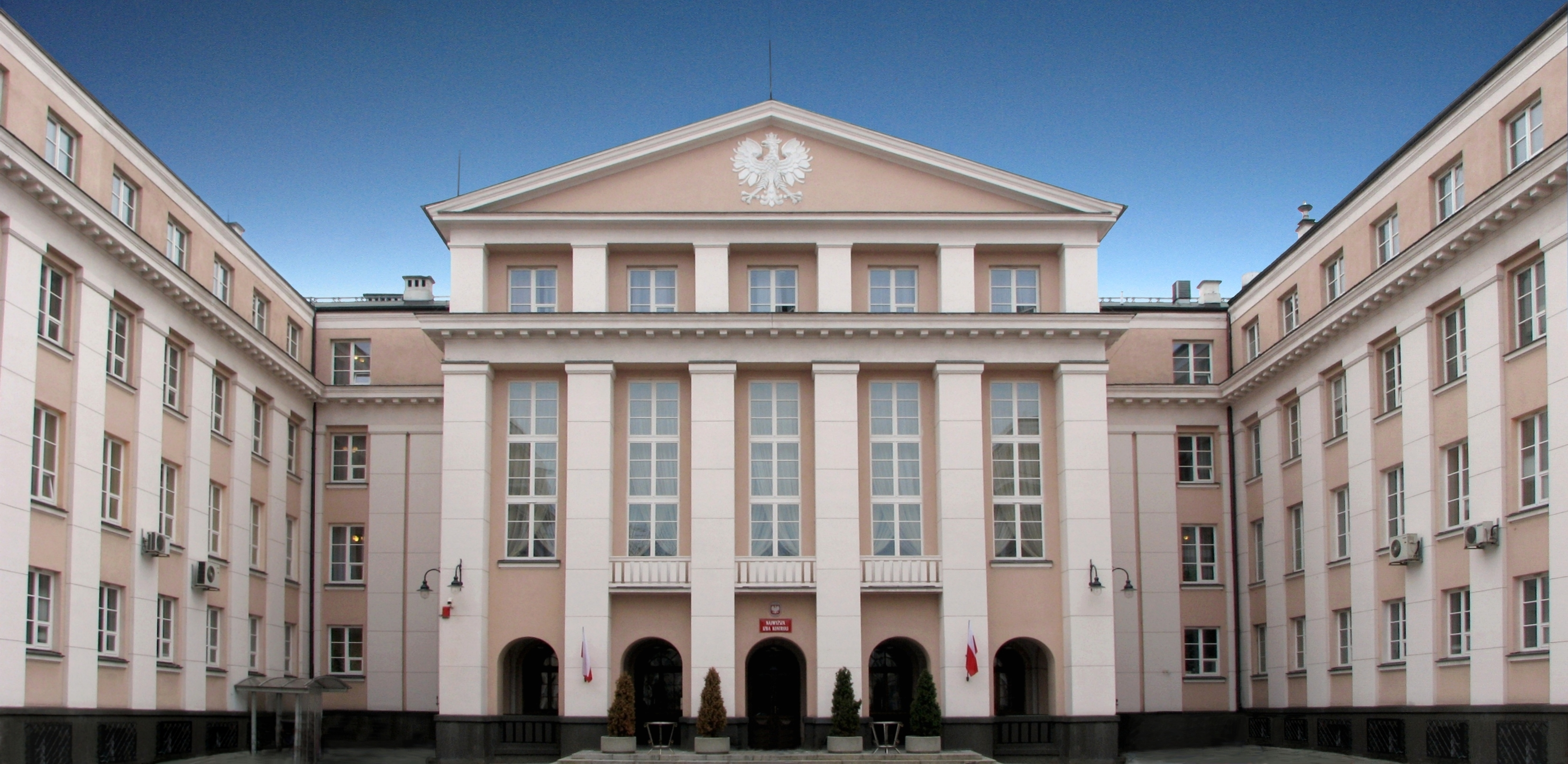
Здание Верховной контрольной палаты в Варшаве

Верховная контрольная палата  (пол. Najwyższa Izba Kontroli, NIK) — высший контрольный орган  Республики Польша, подчинённый Сейму, работающий на принципах коллегиальности.
Сейм,  при согласии Сената назначает председателя Верховной контрольной палаты сроком на 6 лет (может быть переназначен на второй срок). Срок полномочий председателя  палаты не совпадает со сроком полномочий парламента, что должно сделать  невозможным подчинение этого учреждения только одной политической группировке. Председатель Верховной контрольной палаты защищен таким же иммунитетом, как депутаты. 
В соответствии с Конституцией Палата  контролирует деятельность органов правительственной администрации, Польского Национального Банка, государственных юридических лиц и иных государственных организационных единиц с точки зрения законности, экономичности, эффективности, целесообразности и добросовестности.  Палата  может контролировать деятельность органов местного самоуправления, коммунальных юридических лиц, и иных коммунальных организационных единиц с точки зрения законности, экономичности, эффективности и надежности. Палата может также контролировать с точки зрения законности и хозяйственности деятельности других подразделений и хозяйствующих субъектов в той мере, в какой они используют  государственное или муниципальное имущество или средства, а также выполняют финансовые обязательства в пользу государства.
В соответствии с Конституцией  Палата  представляет Сейму, в частности, анализ исполнения государственного бюджета и принципов денежно-кредитной политики,  ежегодный отчет о своей деятельности. 
Верховная контрольная палата сотрудничает с подобными учреждениями в странах-членах Европейского Союза, с Европейской счетной палатой, Международным советом аудиторов НАТО (IBAN), с европейскими партнерами в рамках EUROSAI (Europian Organisation of Supreme Audit Itsitutions) - Европейской организации верховных контрольных органов, которая является одной из восьми региональных групп INTOSAI (International Organisation of Supreme Audit Itsitutions) - Международной организации верховных контрольных органов. 5 марта 2001 года в Москве подписано  Соглашение о сотрудничестве между Счетной палатой Российской Федерации и Верховной контрольной палатой Республики Польша. 
С 1985 года штаб-квартирой  Палаты является возведённое в 1938 году здание по ул. Filtrowej, 57 в Варшаве (адрес: 00-950 Warszawa ul. Filtrowa 57).
Бюджет — 270,8 млн. злотых (2016). Число сотрудников — 1638 (2015).

## История
Одно из старейших польских государственных учреждений, созданное 7 февраля 1919 года, то есть ещё в период II Речи Посполитой, через неполные 3 месяца после обретения Польшей независимости. Инициатором создания Верховной контрольной палаты был Глава Польского Государства Юзеф Пилсудский, подписавший указ о Верховной палате контроля государства (польск. Najwyższa Izba Kontroli Państwa, NIKP).  

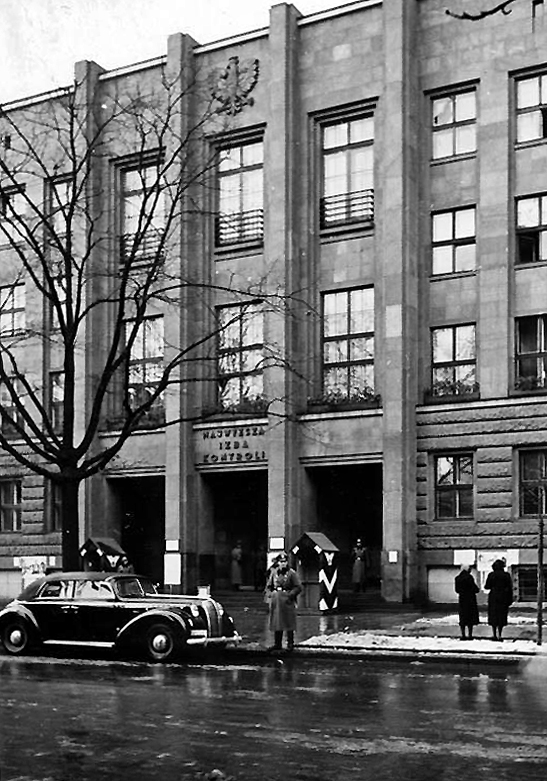
Здание Верховной контрольной палаты в Варшаве в 1939 году, ныне - здание Министерства иностранных дел

С самого начала своей деятельности палата была главным органом государственного контроля, уполномоченным следить за доходами и расходами государства, а также за доходами и расходами всех учреждений и предприятий, пользующихся государственными средствами. 
В соответствии с указом от 7 февраля 1919 года палата являлась государственной властью, подчинённой непосредственно Главе Польского Государства, самостоятельной и назначаемой для постоянного и всестороннего контроля государственных доходов и расходов,  
Согласно Конституции 17 марта 1921 года и закону от 21 июня 1921 года, Верховная контрольная палата являлась независимым государственным органом, сотрудничающим с парламентом, работающим на принципе коллегиальности. Председатель Палаты нёс ответственность за её работу непосредственно перед Сеймом. 
Конституция Польши 1935 году подчинила Палату Президенту Республики, который мог назначать и увольнять её председателя. 
После начала Второй мировой войны в сентябре 1939 года Палата была эвакуирована из Варшавы и продолжала действовать вместе с Правительством Польши в изгнании сначала во Франции, а с 1940 года — в Великобритании, вплоть до 1991 года. 
В Польше возрождена в 1949 году на основании закона от 9 марта 1949 года о государственном контроле. Палата являлась коллегиальным контрольным органом, независимым от правительства, непосредственно подчинённым Государственному Совету. С марта до ноября 1949 года заместителем Председателя Верховной контрольной палаты являлся Владислав Гомулка.
В 1952 году вместо Палаты в составе Совета Министров ПНР было создано Министерство государственного контроля (польск.  Ministerstwo Kontroli Państwowej). 
Верховная контрольная палата восстановлена в 1957 году, как независимый контрольный орган, подчинённый Сейму. В 1976 году, сохранив своё название, палата снова стала административным органом, подчинённым Председателю Совета Министров ПНР. В соответствии с законом от 8 октября 1980 года была восстановлена ранее существовавшая модель государственного контроля при Сейме и независимости Палаты от правительства.
23 декабря 1994 года Сейм Польши принял действующий в настоящее время закон о Верховной контрольной палате. Согласно Конституции Республики Польша от 2 апреля 1997 года Верховная контрольная палата  является высшим органом государственного контроля, подчиняется Сейму, а Председатель Палаты назначается на 6-летний срок Сеймом с согласия Сената.

## Структура
Организационную структуру Палаты (декабрь 2016) составляют: департаменты (14), бюро (4) и представительства (делегатуры) Палаты в воеводствах (16).
Департаменты — подразделения, выполняющие контрольные задачи:
- Департамент государственного управления (Departament Administracji Publicznej);
- Департамент бюджета и финансов (Departament Budżetu i Finansów);
- Департамент экономики, финансов и приватизации (Departament Gospodarki, Skarbu Państwa i Prywatyzacji);
- Департамент инфраструктуры (Departament Infrastruktury);
- Департамент  методологии контроля и профессионального развития (Departament Metodyki Kontroli i Rozwoju Zawodowego);
- Департамент науки, образования и национального наследия (Departament Nauki, Oświaty i Dziedzictwa Narodowego);
- Департамент национальной обороны (Departament Obrony Narodowej);
- Департамент порядка и внутренней безопасности (Departament Porządku i Bezpieczeństwa Wewnętrznego);
- Департамент труда, по социальным делам и семьи (Departament Pracy, Spraw Społecznych i Rodziny);
- Правовой департамент и судебной деятельности (Departament Prawny i Orzecznictwa Kontrolnego);
- Департамент сельского хозяйства и развития села (Departament Rolnictwa i Rozwoju Wsi);
- Департамент стратегии (Departament Strategii);
- Департамент окружающей среды (Departament Środowiska);
- Департамент здравоохранения (Departament Zdrowia).

Бюро-подразделения, выполняющие задачи в области организации и обслуживания Палаты:
- Экономическое бюро (Biuro Gospodarcze);
- Бюро информатики (Biuro Informatyki);
- Организационное бюро (Biuro Organizacyjne);
- Бюро бухгалтерского учёта (Biuro Rachunkowości).

Представительства Палаты находятся в Быдгоще, Гданьске, Катовице, Кельце, Кракове, Люблине, Лодзи, Ольштыне, Ополе, Познане, Жешуве, Щецине, Варшаве, Вроцлаве, Зелёна-Гуре.

## Председатели

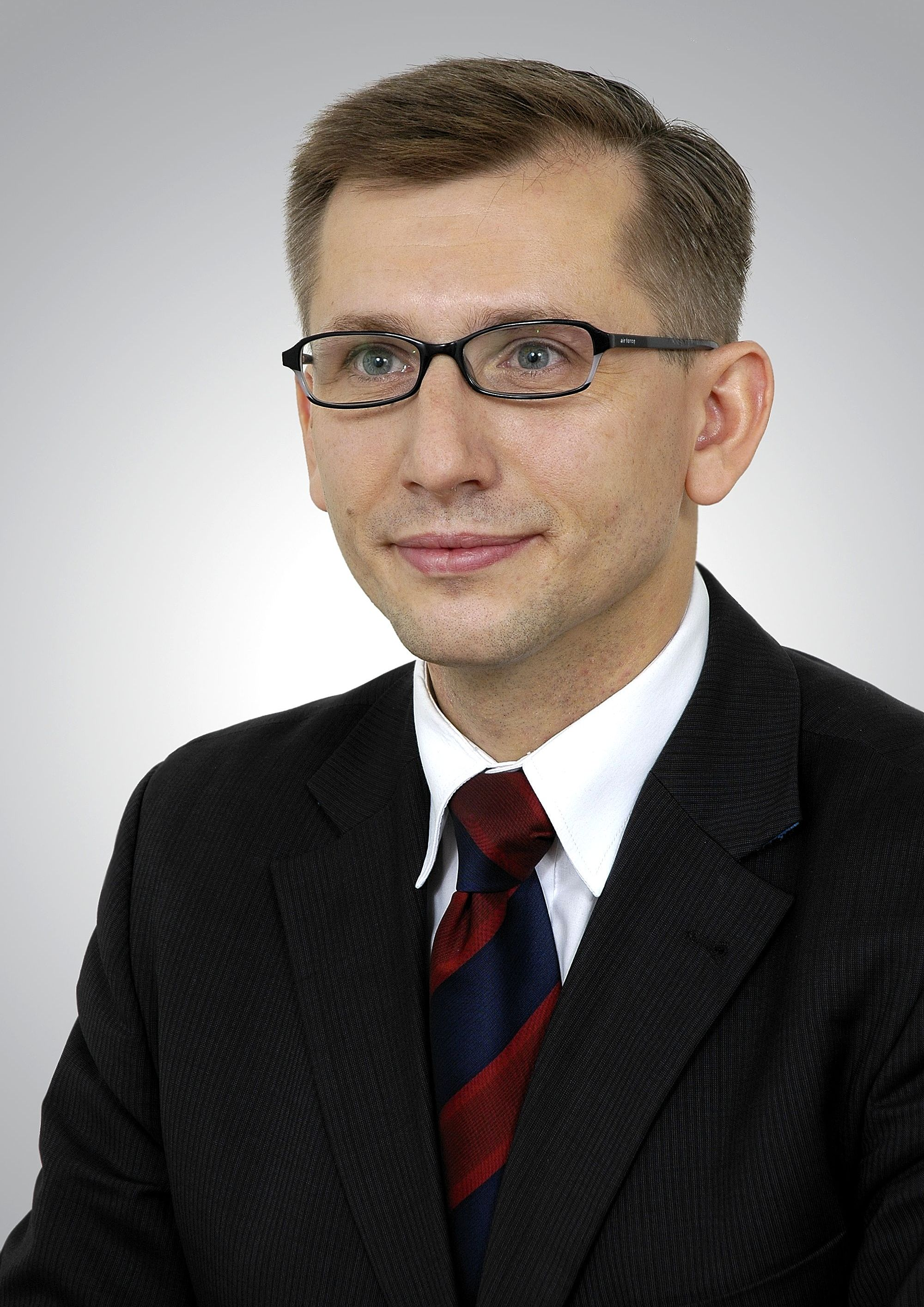
Кшиштоф Квятковский

- С мая по 7 октября 1991 года — Валериан Панько[англ.] (Walerian Pańko);
- С 7 октября 1991 года по 14 февраля 1992 года — и. о. Пётр Ковнацкий (Piotr Kownacki);
- С 14 февраля 1992 года по 8 июня 1995 года — Лех Качиньский;
- С июня 1995 года по 20 июля 2001 года — Януш Войцеховский (Janusz Wojciechowski);
- С 20 июля 2001 года по 20 июля 2007 года (с 21 июля по 22 августа 2007 года — и. о.) — Мирослав Секула (Mirosław Sekuła);
- С 22 августа 2007 года по 22 августа 2013 года (с 23 по 27 августа 2013 года — и. о.) — Яцек Язерский (Jacek Jezierski);
- С 27 августа 2013 года по 30 августа 2019 года — Кшиштоф Квятковский (Krzysztof Kwiatkowski);
- С 30 августа 2019 года — Марьян Банась (Marian Banaś).